# Graffenrieda meridensis
Graffenrieda meridensis är en tvåhjärtbladig växtart som beskrevs av John Julius Wurdack. Graffenrieda meridensis ingår i släktet Graffenrieda och familjen Melastomataceae. Inga underarter finns listade i Catalogue of Life.